# Cantiga de amigo
Cantiga de amigo – Cantiga d’amigo in der Schreibweise mittelalterlicher Manuskripte – bedeutet wörtlich Freundeslied und ist eine volkstümliche alt-galicisch-portugiesische Cantiga, ein Frauen- oder Mädchenlied. Die meisten Texte sind vor dem Jahre 1300 geschrieben. Sie stammen aus einer Zeit, in der das heutige Galicien und Portugal politisch eins waren.

## Formale Elemente und literarisches Motiv
Cantigas de amigo sind alt-galicisch-portugiesische Frauenlieder, deren durchgehendes literarisches Motiv die klagenden Fragen eines Mädchens sind, das sich nach dem Geliebten sehnt. Die Fragen richten sich an den abwesenden Freund, an die Mutter, an eine Freundin oder an die Naturgewalten (wie im Textbeispiel weiter unten). Die inhaltlichen und formalen Elemente dieser Liedform, Wiederholungen und Parallelismen, sind von äußerster Schlichtheit. Die Strophen sind dreizeilig und oft unterscheidet sich ein Vers vom anderen nur in einem Wort. Die quälende Frage kehrt in der dritten Zeile als Kehrreim wieder und verstärkt so den Ausdruck unerfüllter Sehnsucht.
Typisch für diese Dichtungsgattung ist die strophische Form des Leixa-pren:

„Dem Leixa-pren als Prozess strophischer Artikulation kommt eine außerordentliche Bedeutung in der parallelistischen Konstruktion der galaeco-portugiesischen Schule zu, besonders in der stärker der volkstümlichen Tradition verbundenen Cantiga de amigo. Normalerweise operiert es auf einem Distichon mit Refrainzeile. Die zweite Strophe wiederholt den Text der ersten, außer den Reimwörtern, aufgrund einer Veränderung der Wortstellung oder durch synonymische Ersetzung; die dritte Strophe beginnt mit der Wiederholung des zweiten Verses der ersten und endet mit einem darauf reimenden neu geschaffenen, die vierte Strophe nimmt dieselbe Operation mit dem zweiten Vers der zweiten vor, und so fort, maximal acht Strophen lang, wobei jede Strophe sich auf den Refrain öffnet.“

Diese formalen poetischen Kunstgriffe verleihen den sprachlich schlichten Cantigas de amigo ihre starke magisch-suggestive Wirkung.

## Textbeispiel:Ondas do mar de Vigo
Die Cantiga de amigo Ondas do mar de Vigo stammt aus dem Cancionero (Liedsammlung) des galicischen Trobadors Martim Codax (13. Jahrhundert):
Ondas do mar de Vigo

Ondas do mar de Vigo,

Se vistes meu amigo?

E ay Deus, se verrá cedo?

Ondas do mar levado,

Se vistes meu amado?

E ay Deus, se verrá cedo?

Se vistes meu amigo

O por que eu sospiro?

E ay Deus, se verrá cedo?

Se vistes meu amado

Por que ey gran coydado?

E ay Deus, se verrá cedo!
Wilhelm Storck hat diese cantiga de amigo frei ins Deutsche nachgedichtet:
Eitle Fragen

Im Vigo-Meer ihr Wallen

Saht ihr den Trautgesellen?

Ach Gott, dass er bald käme!

Im Vigo-Meer ihr Fluten

Saht ihr den Hochgemuthen?

Ach Gott, dass er bald käme!

Saht ihr den Trautgesellen

Ich sucht an allen Stellen

Ach Gott, dass er bald käme!

Saht ihr den Hochgemuthen?

Mir will das Herz verbluten

Ach Gott, dass er bald käme!

## Verwandtschaft derCantigasmit den altspanischen Hargas
Diese Frühform iberoromanischer Lyrik erinnert motivlich an die mozarabischen Ḫarǧas (spanisch ‚Jarcha‘) aus dem maurischen al-Ándalus (11. Jahrhundert). Die Hargas sind ebenfalls ‚Mädchenlieder‘ und bilden den Glanzpunkt der arabischen und hebräischen Muwaschschah-Dichtung. Wie die Cantigas de amigo sind die Jarchas in der gleichen Knappheit und volkstümlich getönten Unmittelbarkeit gedichtet.
Hier sei beispielhaft eine Harga aus einer Muwassaha des sephardischen Dichters Jehuda ha-Levi angeführt, ein Lobgedicht (Panegyrikus) auf Abu Ibrahim ben Mahagir (11. Jahrhundert). Sie ist als Aljamiadotext überliefert, das heißt die altspanischen Verse sind nicht in lateinischen Buchstaben, sondern in hebräischer Konsonantenschrift dargestellt.
Hier zunächst die revokalisierte Transkription des Textes nach der Edition des spanischen Arabisten und Romanisten Álvaro Galmés de Fuentes:
Garre, si yes devina

e devinas bi-l-haqq,

garr-me: ¿Cánd me vernad

mon habibi Ishaq?
Übersetzung des altspanischen Textes ins moderne Spanisch:
Di, si eres adivina

y adivinas con certeza,

dime: ¿Cuándo me vendrá

mi amigo Ishaq?
Übersetzung ins Deutsche:
Sag, wenn Du Wahrsagerin bist

und richtig weissagst,

sag mir: Wann wird

mein Freund Isaak zu mir kommen?
Diese motivliche und sprachlich-formale Verwandtschaft der Ḫarǧas mit den Cantigas de amigo stützt die These, dass sich die arabischen und hebräischen Dichter aus al-Ándalus bei der Gestaltung ihrer Ḫarǧas von schon vorher existierenden, eigenständigen romanischen Volksliedchen inspirieren ließen.